# 阿拉·瓦热宁娜
阿拉·瓦热宁娜（Alla Vazhenina，1983年5月29日—），哈萨克斯坦女子举重运动员，原本拥有俄罗斯国籍，后来归化成为哈萨克斯坦公民。原本在2008年北京奥运获得女子75公斤级银牌，后来由于原金牌得主未通过禁药重检而递补获得金牌。